# Ska Keller
Franziska Maria «Ska» Keller (Guben, Brandemburgo, 22 de noviembre de 1981) es una política alemana de Alianza 90/Los Verdes, diputada en el Parlamento Europeo desde 2009 dentro del grupo político de Grupo de Los Verdes/Alianza Libre Europea. Portavoz entre 2005 y 2007 de la Federación de Jóvenes Verdes Europeos (FYEG), de 2007 a 2009 ejerció de coportavoz de la federación estatal verde de Brandemburgo.

## Biografía
Ska Keller estudió Estudios Islámicos, Turcos y Judíos en la Universidad Libre de Berlín y habla seis idiomas.[¿cuál?] Está casada con el activista finlandés Markus Drake.

## Política

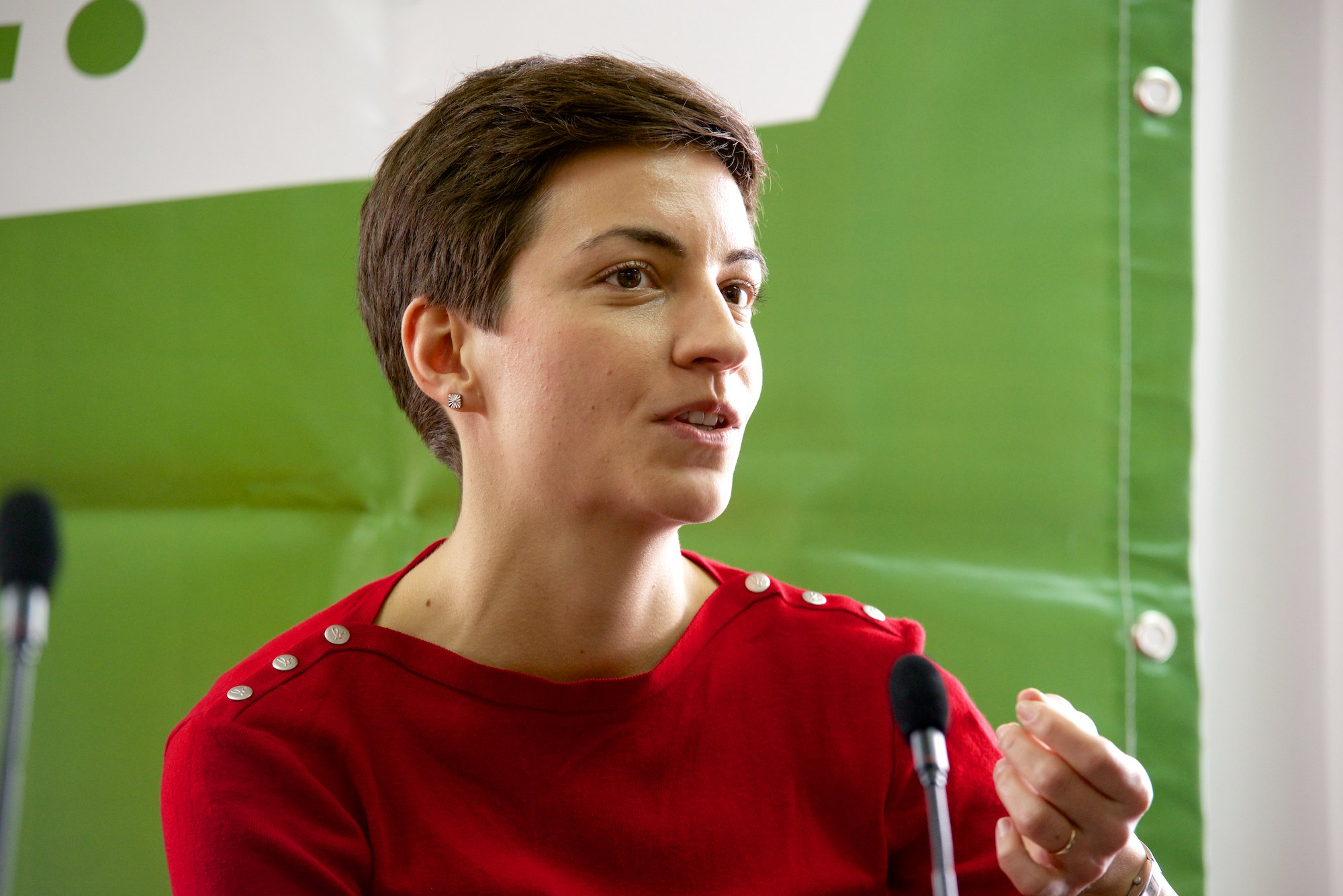
Ska Keller

Desde 2001 ha sido miembro de Grüne Jugend (Jóvenes Verdes) y desde 2001 hasta 2004 perteneció a su Comité Ejecutivo Nacional. De 2005 a 2007 fue portavoz de la Federación de Jóvenes Verdes Europeos (FYEG).
En 2002 se unió al partido Bündnis 90/Die Grünen y en 2005 entró al Comité Ejecutivo de Die Grünen en el Estado de Brandemburgo. Entre 2005 y 2009 fue también directora ejecutiva de la agrupación distrital verde de Spree-Neiße. En noviembre de 2007 fue elegida junto con Axel Vogel como coportavoz de la federación verde de Brandemburgo. En este cargo estuvo particularmente involucrada en un referéndum a nivel nacional contra las nuevas minas a cielo abierto en Brandemburgo, iniciado conjuntamente por partidos, organizaciones ecologistas y el instituto sorbio Domowina.
En el Congreso de Delegados de Dortmund de 2009, Keller fue elegida para el puesto 7 de la lista de Die Grünen para las elecciones europeas. Bajo el lema "No sólo el abuelo para Europa" consiguió el escaño el 7 de junio de 2009. Las prioridades de la política de Keller son la migración y las relaciones de la Unión Europea con Turquía. Como diputada del grupo parlamentario Verdes-Alianza Libre Europea, perteneció a la Comisión de Desarrollo y ahora trabaja en la Comisión de Comercio Internacional y en la Delegación UE-Turquía.
En las primarias abiertas pan-europeas del Partido Verde Europeo de 2014, Ska Keller fue elegida, junto al francés José Bové, como co-candidata a la presidencia de la Comisión Europea para las elecciones al Parlamento Europeo de 2014. En 2019 repitió como candidata del Partido Verde a presidir la CE.
De cara a las elecciones de 2019 repitió como Spitzenkandidat del Partido Verde Europeo, esta vez haciendo tándem con el neerlandés Bas Eickhout.